# Моревиль
Мореви́ль (фр. Maureville, окс. Maurevila) — коммуна во Франции, находится в регионе Юг — Пиренеи. Департамент — Верхняя Гаронна. Входит в состав кантона Караман. Округ коммуны — Тулуза.
Код INSEE коммуны — 31331.

## География

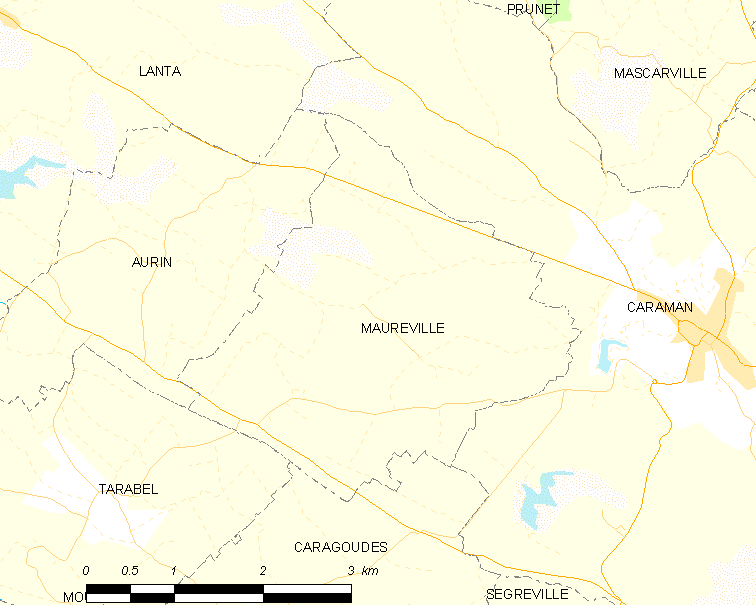
Карта коммуны

Коммуна расположена приблизительно в 600 км к югу от Парижа, в 23 км к юго-востоку от Тулузы.
На юго-западе коммуны протекает река Сон.

## Климат
Климат умеренно-океанический. Зима мягкая и снежная, весна характеризуется сильными дождями и грозами, лето сухое и жаркое, осень солнечная. Преобладают сильные юго-восточные и северо-западные ветры.

## Население
Население коммуны на 2010 год составляло 301 человек.
| 1962 | 1968 | 1975 | 1982 | 1990 | 1999 | 2010 |
| ---- | ---- | ---- | ---- | ---- | ---- | ---- |
| 214  | 185  | 180  | 218  | 208  | 265  | 301  |

## Администрация
| Период | Период | Фамилия         | Партия | Примечания |
| ------ | ------ | --------------- | ------ | ---------- |
| 2001   | 2008   | Андре Верфей    |        |            |
| 2008   | 2014   | Мари-Франс Баку |        |            |
| 2014   | 2020   | Кристиан Кру    |        |            |

## Экономика
В 2010 году среди 187 человек трудоспособного возраста (15—64 лет) 144 были экономически активными, 43 — неактивными (показатель активности — 77,0 %, в 1999 году было 80,4 %). Из 144 активных жителей работали 136 человек (74 мужчины и 62 женщины), безработных было 8 (4 мужчины и 4 женщины). Среди 43 неактивных 22 человека были учениками или студентами, 12 — пенсионерами, 9 были неактивными по другим причинам.

## Достопримечательности
- Церковь Нотр-Дам